# タビナス・ジェファーソン
タビナス・ジェファーソン・デイビッド（英語: Jefferson David Tabinas、1998年8月7日 - ）は、東京都新宿区出身のプロサッカー選手。タイ・リーグ1・チョンブリーFC所属。ポジションはディフェンダー（センターバック、左サイドバック）。フィリピン代表。

## 経歴

### クラブ
生まれ育ちは日本であるが、父親はガーナ人、母親はフィリピン人である。FCトリプレッタでプレーしていた中学2年生のときに、桐光学園高等学校サッカー部監督の鈴木勝大にそのポテンシャルを高く評価され、桐光学園に進学。鈴木の判断により、それまでのセンターバックから左サイドバックにポジションを移す。
桐光学園では2年時に出場した全国高校サッカー選手権大会ではベスト16進出に貢献して優秀選手に選出された。
2016年9月21日に川崎フロンターレより2017年の新加入内定が発表された。報道によれば川崎以外にもFC東京、横浜F・マリノス、ジュビロ磐田、ガンバ大阪などJリーグの6～7クラブが獲得に動いたとされる。高校最後の高校サッカー選手権では1回戦で長崎総合科学大学附属高等学校に敗戦して引退となった。
2017年、川崎フロンターレに入団。
2019年、FC岐阜に期限付き移籍。4月7日、J2第8節の愛媛FC戦で公式戦初出場を果たした。
2020年、ガンバ大阪に期限付き移籍で加入。主にU-23チームの一員としてJ3リーグ戦30試合に出場し、センターバックとしてプレーした。
2021年、川崎フロンターレとの契約が満了し、自由移籍でJ2リーグの水戸ホーリーホックに加入。水戸ではレギュラーに定着し、2021年10月17日にはレノファ山口FC戦でプロ入り初得点を決めた。2022年12月4日には水戸と2023年シーズン以降の複数年契約を結んだ。
2024年1月18日、タイ・リーグ1のブリーラム・ユナイテッドFCに移籍した。
2025年6月5日、チョンブリーFCへの期限付き移籍が発表された。

### 代表
国籍は母親と同じフィリピンであるが、生まれ育った日本国籍の取得を目指していた。しかしながら帰化申請の資格要件を満たしていないことが判明し、国籍取得に相当な時間がかかることに加えて、フィリピン代表監督のスコット・クーパーから再三の打診を受けてフィリピン代表を選択。2021年5月21日、フィリピン代表に初選出され、6月7日、カタールW杯アジア2次予選・中国戦でスタメンでフル出場し代表デビューを飾った。
2024年9月4日、2024ムルデカトーナメント準決勝のマレーシア戦で国際Aマッチ初得点を記録。

## 人物
- 同じくプロサッカー選手のポールは実弟。
- 日本語、英語に加えてフィリピンの公用語であるタガログ語に堪能なトリリンガル。父とは英語、母とはタガログ語で会話する。

## 所属クラブ
- FC WASEDA
- FCトリプレッタ
- 桐光学園高等学校
- 2017年 - 2020年  川崎フロンターレ
  - 2019年  FC岐阜（期限付き移籍）
  - 2020年  ガンバ大阪（期限付き移籍）
- 2021年 - 2023年  水戸ホーリーホック
- 2024年 -  ブリーラム・ユナイテッドFC

## 個人成績
| 国内大会個人成績 | 国内大会個人成績 | 国内大会個人成績 | 国内大会個人成績 | 国内大会個人成績 | 国内大会個人成績 | 国内大会個人成績 | 国内大会個人成績 | 国内大会個人成績 | 国内大会個人成績 | 国内大会個人成績 | 国内大会個人成績 |
| 年度             | クラブ           | 背番号           | リーグ           | リーグ戦         | リーグ戦         | リーグ杯         | リーグ杯         | オープン杯       | オープン杯       | 期間通算         | 期間通算         |
| 年度             | クラブ           | 背番号           | リーグ           | 出場             | 得点             | 出場             | 得点             | 出場             | 得点             | 出場             | 得点             |
| 日本             | 日本             | 日本             | 日本             | リーグ戦         | リーグ戦         | リーグ杯         | リーグ杯         | 天皇杯           | 天皇杯           | 期間通算         | 期間通算         |
| ---------------- | ---------------- | ---------------- | ---------------- | ---------------- | ---------------- | ---------------- | ---------------- | ---------------- | ---------------- | ---------------- | ---------------- |
| 2017             | 川崎             | 26               | J1               | 0                | 0                | 0                | 0                | 0                | 0                | 0                | 0                |
| 2018             | 川崎             | 26               | J1               | 0                | 0                | 0                | 0                | 0                | 0                | 0                | 0                |
| 2019             | 岐阜             | 36               | J2               | 8                | 0                | -                | -                | 1                | 0                | 9                | 0                |
| 2020             | G大阪            | 28               | J1               | 0                | 0                | 1                | 0                | 0                | 0                | 1                | 0                |
| 2021             | 水戸             | 4                | J2               | 32               | 1                | -                | -                | 0                | 0                | 32               | 1                |
| 2022             | 水戸             | 4                | J2               | 23               | 1                | -                | -                | 0                | 0                | 23               | 1                |
| 2023             | 水戸             | 4                | J2               | 19               | 0                | -                | -                | 2                | 0                | 21               | 0                |
| タイ             | タイ             | タイ             | タイ             | リーグ戦         | リーグ戦         | リーグ杯         | リーグ杯         | FA杯             | FA杯             | 期間通算         | 期間通算         |
| 2023-24          | ブリーラム・U    | 40               | T1               | 15               | 1                | -                | -                | -                | -                | 15               | 1                |
| 2024-25          | ブリーラム・U    | 40               | T1               |                  |                  |                  |                  |                  |                  |                  |                  |
| 通算             | 日本             | 日本             | J1               | 0                | 0                | 1                | 0                | 0                | 0                | 1                | 0                |
| 通算             | 日本             | 日本             | J2               | 82               | 2                | -                | -                | 3                | 0                | 85               | 2                |
| 通算             | タイ             | タイ             | T1               | 15               | 1                | -                | -                | -                | -                | 15               | 1                |
| 総通算           | 総通算           | 総通算           | 総通算           | 97               | 3                | 1                | 0                | 3                | 0                | 101              | 3                |

| 2020   | G大23  | 28     | J3     | 30 | 0 | 30 | 0 |
| 通算   | 日本   | 日本   | J3     | 30 | 0 | 30 | 0 |
| 総通算 | 総通算 | 総通算 | 総通算 | 30 | 0 | 30 | 0 |

| 国際大会個人成績 | 国際大会個人成績 | 国際大会個人成績 | 国際大会個人成績 | 国際大会個人成績 |
| 年度             | クラブ           | 背番号           | 出場             | 得点             |
| AFC              | AFC              | AFC              | ACL              | ACL              |
| ---------------- | ---------------- | ---------------- | ---------------- | ---------------- |
| 2017             | 川崎             | 26               | 0                | 0                |
| 2018             | 川崎             | 26               | 0                | 0                |
| 2024/25          | ブリーラム       | 40               |                  |                  |
| 通算             | AFC              | AFC              | 0                | 0                |

- Jリーグ初出場 - 2019年4月7日 J2第8節 vs愛媛FC（ニンジニアスタジアム）
- Jリーグ初得点 - 2021年10月17日 J2第34節 vsレノファ山口FC（セービング陸上競技場）
- タイ・リーグ1初出場 - 2024年2月11日 第16節 vsランプーン・ウォリアーズFC（ランプーン・プロヴィンス・スタジアム）
- タイ・リーグ1初得点 - 2024年4月27日 第26節 vsムアントン・ユナイテッドFC（チャーン・アリーナ）

## 代表歴
- 国際Aマッチ初出場 - 2021年6月7日 2022 FIFAワールドカップ・アジア2次予選 vs中国代表（シャールジャ・スタジアム）
- 国際Aマッチ初得点 - 2024年9月4日 2024 ムルデカトーナメント準決勝 vsマレーシア代表（ブキット・ジャリル国立競技場）

### 出場大会
- 日本高校サッカー選抜
  - NEXT GENERATION MATCH（2016年）

- フィリピン代表
  - 2021年 - 2022 FIFAワールドカップ・アジア2次予選
  - 2022年 - AFCアジアカップ2023・3次予選
  - 2022年 - 2022 AFF三菱電機カップ
  - 2023年 - 2026 FIFAワールドカップ・アジア2次予選
  - 2024年 - 2024 ムルデカトーナメント
  - 2025年 - AFCアジアカップ2027・3次予選

### 試合数
- 国際Aマッチ 20試合 2得点（2021年-）[14]

| フィリピン代表 | 国際Aマッチ | 国際Aマッチ |
| 年             | 出場        | 得点        |
| -------------- | ----------- | ----------- |
| 2021           | 3           | 0           |
| 2022           | 7           | 0           |
| 2023           | 4           | 0           |
| 2024           | 6           | 2           |
| 通算           | 20          | 2           |

### ゴール
| #  | 開催年月日     | 開催地                   | スタジアム                                         | 対戦国       | 勝敗 | 試合概要                     |
| -- | -------------- | ------------------------ | -------------------------------------------------- | ------------ | ---- | ---------------------------- |
| 1. | 2024年9月4日   | クアラルンプール         | ブキット・ジャリル国立競技場                       | マレーシア   | ●1-2 | 2024 ムルデカトーナメント    |
| 2. | 2024年10月14日 | ソンクラー県             | ティンシュラノン競技場                             | タジキスタン | ○3-0 | 国際親善試合                 |
| 3. | 2025年3月25日  | ニュー・クラーク・シティ | ニュークラーク・シティ・アスレティック・スタジアム | モルディブ   | ○4-1 | AFCアジアカップ2027・3次予選 |

## タイトル

### クラブ
川崎フロンターレ
- J1リーグ：2回（2017年、2018年）

ブリーラム・ユナイテッドFC
- タイ・リーグ1：2回（2023-24、2024-25）

### 個人
- 全国高等学校サッカー選手権大会・優秀選手（2015年）